# Sascha Hannig
Sascha Hannig Núñez  (Santiago de Chile, 1994) es una periodista, escritora de ciencia ficción, analista política internacional chilena y exdirigente estudiantil. 
Como escritora, es conocida por cultivar el género literario steampunk. Su primera obra publicada fue Sombras de venganza (2010), la cual se basaba en historias de crímenes. Estudió periodismo en la Universidad Adolfo Ibáñez en Viña del Mar. Es considerada una de las escritoras de ciencia ficción más jóvenes de su país, y la más joven en haber publicado una novela steampunk en América Latina. Tiene obras traducidas al inglés y ha publicado en cuatro países.

## Biografía
Sascha Hannig Núñez es hija de la nadadora en aguas abiertas, Julieta Nuñez y del especialista en negocios y aeronáutica Joaquín Hannig, fallecido en 2010.
Desde pequeña se vio atraída por la literatura. Aprendió a leer muy tempranamente y comenzó su camino por las letras a los 7 años, con su primer cuento "El cumpleaños de Pegaso", el cual fue dedicado a su caballo chilote o mampato, con el cual se crio. El vivir su infancia en Chiloé influyó fuertemente en sus relatos, los que se ven ambientados en la mitología chilota. 
A los 9 años se fue a vivir a Viña del Mar y desde 2006 reside en Concón, donde fue reconocida como una de las mujeres destacadas de la zona a los 17 años. Egresó del Colegio Altazor de la misma ciudad en 2012, y se tituló en 2017 de la Universidad Adolfo Ibáñez, de la carrera de Periodismo con minor en Historia y Economía de Oriente. Es además magíster en Edición y Medios de Comunicación. 
Durante su periodo universitario se distanció de la literatura para dedicarse a la política estudiantil, desde 2013 participó en la organización de estudiantes de su universidad y fue elegida presidenta de su federación en 2016. Al terminar su periodo, retomó sus novelas y el contacto con el ambiente literario. 
La autora además ha participado como columnista en distintos medios de comunicación, especialmente en las áreas de la política internacional, tecnología en la sociedad y literatura. Fue periodista en la sección de Economía y Negocios de El Mercurio.
Desde el año 2021 ella se encuentra viviendo en Japón, donde está estudiando un magíster en Relaciones internacionales en la Universidad de Hitotsubashi. También desde el año 2022 ella está trabajando como asistente de investigación en Tokio, en la misma Universidad japonesa ya nombrada.

### Literatura
Sus comienzos en la escritura fueron desde pequeña, cuando vivía en la Bahía de Caulín, Chiloé. Narraba historias ambientadas en la mitología chilota, pero de a poco sus relatos fueron cambiando de acuerdo a su edad. Fue invitada a participar de una serie de antologías literarias, desde "una mirada al Sur" (2012) hasta, "Hermosos Ruidos", un tributo a los prisioneros, que fue publicado en 2018.
"Sombras de venganza", su primer libro, recopilaba cuentos cortos de crímenes que a menudo subía a Internet. En 2010 la editorial Altazor, publicó su obra. Su gusto por la literatura fantástica empezó por la influencia de su padre, con la película Harry Potter, desde ese momento su infancia en Chiloé y las aventuras del joven mago influyeron en sus obras, en las cuales también involucra aspectos de su vida diaria.
Al año siguiente, 2011, y con la ayuda de la editorial Puerto de escape, publicó su segunda novela "Misterios y revelaciones en Allasneda", la cual refleja la vida en un mundo de condiciones adversas, en el que la magia, la tecnología y el mundo de los fantasmas se unen. 
En 2015, publicó Secretos perdidos en Allasneda, la segunda novela basada en el mundo de Allasneda, una tierra victoriana creada por Hannig, resultado de la alteración de algunos lugares característicos de Chile, como las mineras de oro en el norte, la concentración demográfica en la zona central y los bosques y archipiélagos del sur. La novela fue reconocida por ser un proyecto creativo financiado por el micromecenazgo. Esta obra tuvo su lanzamiento oficial en el extranjero, en la Feria del Libro de San Borja, Lima, Perú, en julio de 2018.
En 2018, la autora participó en una antología narrativa, tributo a la banda chilena de rock Los Prisioneros: "Hermosos ruidos", de la editorial Altazor y parte de la serie de publicaciones Acetato. La obra contó con la participación de 27 autores, (6 chilenos) y fue lanzada en la Feria del Libro de San Borja, Lima, Perú, en junio de dicho año. Hannig, junto a Marcelo Novoa, fueron invitados desde Chile a copresentar el libro, editado por el autor peruano, Willy del Pozo. A fines de ese mismo año, participó de la antología narrativa "Fantástica", de Biblioteca de Chilenia, un compendio de relatos creados por mujeres escritoras dedicadas al terror, la ciencia ficción y la fantasía.
En la actualidad se encuentra escribiendo la tercera parte de Allasneda y en la publicación de una novela sobre viajes en el tiempo llamada Deltas (2020), cuya primera parte fue estrenada en la Convención Internacional de Cómics de San Diego en 2018. En el lanzamiento de la obra, que se realizó digitalmente debido a la contingencia de la pandemia de COVID-19, el escritor chileno Francisco Ortega señaló que "habiendo conocido y habiendo leído tus otros libros, puedo decir que este es tu mejor libro. Por lejos. Hay una maduración como escritora, hay una elaboración narrativa, hay un trabajo de la estructura de la historia que es muy buena (...). Porque el libro es bien ambicioso y muy bien logrado".

### Liderazgo y política
Se interiorizó en la política universitaria cuando entró en la Universidad, siendo parte de asociaciones estudiantiles y seminarios. El 2013 fue elegida como "Mujer destacada" por la Municipalidad de Concón. Y en 2015 fue seleccionada como una de las 33 Jóvenes Líderes de su región por la Fundación P!ensa.
El 2015 postuló como candidata a presidenta de la FEUAI viña 2016 con la lista "Trasciende", resultando elegida, cargo que asumió en noviembre de ese año y que se extendió hasta noviembre de 2016. Durante ese mismo año fue elegida vocera de la Organización de Federaciones de Educación Superior Privada (OFESUP). Hannig además participó en dos ocasiones en la Comisión de Educación de la Cámara de Diputados de Chile, con propuestas sobre educación superior y sistema de educación a nivel nacional, discutidas dentro de la organización. Actualmente se dedica a los estudios internacionales, en particular a los estudios sobre democracia, sobre la influencia de Asia en el mundo, y a analizar la relación entre sociedad, cultura y tecnología.

## Allasneda
Este mundo creado por Hannig, el cual podría traducirse como "En la nada", empieza con hechiceros perseguidos por el mal que supuestamente causaban a los humanos, inspirado por un Chiloé paralelo, así se fue armando una red la cual mantiene a las criaturas de la cultura popular. Según la autora, este mundo tiene una conformación histórica paralela y lineal, por lo que se pueden reconocer diferentes épocas según la fecha en la que se ubique cada relato. 
Los elementos centrales del relato incluyen; Humanos dominados por sus sentimientos, defectos y temores, constructores de máquinas que someterían al resto de las personas bajo su opresión, el uso del poder estatal para limitar las libertades de las personas y como articuladores de conflictos.
Es una mirada exacerbada de las consecuencias (positivas y negativas) de la revolución tecnológica que vivimos como humanidad desde hace ya unos cuantos siglos. En este mundo, lo principal es la lucha entre el misticismo y la ciencia, negando que alguno de los dos sea la respuesta o verdad absoluta. La obra también hace una fuerte crítica a los autoritarismos como organización de gobierno y a la burocracia. 

## Estilo
Sascha se caracteriza por sus relatos basados en la literatura fantástica, aunque su primera obra no se basada en este género, pues relataba historias de crímenes sin resolver, la cual tuvo por título "Sombras de venganza" (Editorial Altazor, 2010). Según entrevistas hechas a la autora en Emol y en la revista Tell, la autora espera expandir tanto su espectro de publicaciones como también la variedad de estas. Se ha hablado de tres novelas en el tintero, incluyendo viajes en el tiempo y una continuación y conclusión del mundo de Allasneda.

## Obras

### Principales
- 2010, Sombras de venganza, editorial Altazor (ISBN 978-84-7888-328-8)
- 2011, Misterios y revelaciones en Allasneda, editorial Puerto de Escape (ISBN 978-95-6864-808-4)
- 2013, La sordera del mañana
- 2015, Secretos perdidos en Allasneda (ISBN 978-84-9800-281-2)
- 2018, Jugar a la guerra, Hermosos Ruidos, Editorial Altazor, Perú.
- 2018, Muerte en la rivera de la urbe, Fantástica Editorial Biblioteca de Chilenia, Chile.
- 2020, Misterios en Allasneda Editorial Pluma Digital (ISBN 978-956-401-871-3)
- 2020, Deltas Editorial Biblioteca de Chilenia, Chile. (ISBN 978-956-9505-46-1)
- 2023, La melancolía de las máquinas Editorial Biblioteca de Chilenia, Chile. (ISBN 978-956-9505-63-8)

### Traducidas al inglés
- 2018, Echoes, the last underground gallery, publicado en Chilenia para ComicCon San Diego, EE. UU..
- 2019, City of War: A Tale of Allasneda, traducido por Toshiya Kamei, Publicado en Aphelion.[23]
- 2021, The stone giants that walked to the east, traducido por Toshiya Kamei, Publicado en Mythical Creatures of Asia (Insignia Drabbles Vol.3.).[24]
- 2021, The Mekong Dragon, traducido por Toshiya Kamei, Publicado en Mythical Creatures of Asia (Insignia Drabbles Vol.3.).[25]
- 2021, The melancholy of Gloria, traducido por Toshiya Kamei, Publicado en Mythical Beings of Asia (Insignia Drabbles Vol.4.).[26]
- 2021, Once a year, traducido por Toshiya Kamei, Publicado en Mythical Beings of Asia (Insignia Drabbles Vol.4.).[27]

### Publicaciones académicas
- 2016, Hannig Núñez, S. "LA REVOLUCIÓN INDUSTRIAL EN EL JAPÓN DEL PERIODO MEIJI UNA MIRADA HISTÓRICA DEL CONTACTO DE LOS NIPONES Y EL MUNDO OCCIDENTAL EN EL SIGLO" XIX Intus-Legere Historia / ISSN 0718-5456 / Año 2016, Vol. 10, N.º 2; pp.75-87
- 2018, Hannig Núñez, S. "EL QUIEBRE EN EL SISTEMA UNIVERSITARIO CHINO DEL SIGLO XX. Intus - Legere Historia, 11(2), 86-101. (DOI: 10.15691/07198949.222)
- 2020, Hannig Núñez, S. "El sincretismo japonés y la actitud cultural hacia la innovación y la técnica: una introducción” Documentos de Trabajo en Estudios Asiáticos UC, ISSN 0719-8418, N.º 22-24 (2020), pp. 1-18